# Aulonium sulcicolle
Aulonium sulcicolle is een keversoort uit de familie somberkevers (Zopheridae). De wetenschappelijke naam van de soort werd in 1864 gepubliceerd door Thomas Vernon Wollaston.